# کربلا
کربلا (به عربی: کَربَلاء)، مرکز استان کربلا در عراق استکه در ۸۵ کیلومتری جنوب غربی بغداد قرار دارد. طبق برآوردها، جمعیت این شهر حدود ۱٬۲۱۸٬۷۳۲ نفر است.
از نظر موقعیت جغرافیایی، کربلا در فاصله ۱۶ کیلومتری شرق به رود فرات و ۹ کیلومتری غرب به دریاچه رزازه محدود می‌شود.اهمیت تاریخی و مذهبی این شهر به دو دلیل عمده است: اول وقوع نبرد کربلا در سال ۶۸۰ میلادی و دوم وجود حرم حسین بن علی و برادر ناتنی‌اش عباس.
این شهر هر سال میزبان میلیون‌ها زائر است که اکثر قریب به اتفاق آنها شیعه دوازده‌امامی هستند. از نظر تعداد زائران، کربلا با شهرهای زیارتی‌ای مانند مکه، مشهد و قم قابل مقایسه است.بیشترین تعداد زائران در دو مناسبت دیده می‌شود: در روز عاشورا با حدود ۳۴ میلیون زائرو در مراسم اربعین با بیش از ۳۵ میلیون نفر از ۵۶ کشور مختلف جهان که شمار زیادی از آنها مسیر زیارت را پیاده طی می‌کنند.

## تاریخچه
این شهر تا سال ۶۱ هجری قمری بیابانی وسیع بود که با نام‌های نینوا، غاضریه و طف شناخته می‌شد. نبرد کربلا در روز سه‌شنبه، دهم محرم ۶۱ هجری قمری (حدود دوازدهم اکتبر ۶۸۰ میلادی/بیستم مهرماه ۵۹ خورشیدی) در صحرای خشک و بی‌آب‌وعلف مسیر کوفه به وقوع پیوست. این نبرد نتیجه امتناع حسین از بیعت با یزید بن معاویه و به رسمیت شناختن خلافت او بود. عبیدالله بن زیاد، والی کوفه، سی‌هزار سواره‌نظام را برای مقابله با کاروان حسین گسیل داشت. حسین که تنها با اعضای خانواده و گروه کوچکی از یارانش همراه بود، از نظر نظامی در اقلیت محسوب می‌شد. نیروهای کوفه به فرماندهی عمر بن سعد مأموریت یافتند با محاصره و قطع دسترسی کاروان به آب، حسین را مجبور به تسلیم کنند. در بامداد عاشورا، حسین پس از اقامه نماز صبح، به همراه برادرش عباس و یارانش به میدان نبرد رفتند. در این روز، حسین و هفتاد و دو تن از یارانش کشته شدند. پیکر حسین و برادرش عباس توسط قبیله بنی‌اسد در مکانی به خاک سپرده شد که بعدها به مشهدالحسین شهرت یافت.
قدیمی‌ترین سند موجود از زیارت کربلا، مربوط به زیارت سلیمان بن صُرد خزاعی در سال ۶۵ هجری قمری (۶۸۵ میلادی) است. پس از واقعه عاشورا در سال ۶۱ هجری، این منطقه به تدریج به کانون توجه شیعیان و مسلمانان تبدیل شد. در دوره آل بویه با احداث گنبد و بارگاه بر مزار کشتگان نبرد کربلا، این شهر به یکی از مهم‌ترین قطب‌های زیارتی عراق مبدل گشت. کربلا به عنوان مرقد حسین رونق گرفت و به شهری برای خدمت‌رسانی به زائران توسعه یافت. در طول تاریخ، حاکمان مسلمان گاه به عمران و آبادانی حرم و شهر همت گماشتند و گاه برخی حکام مخالف شیعه به تخریب آن اقدام کردند. خلیفه عباسی، متوکل، در سال ۸۵۰ میلادی حرم را ویران ساخت که حدود یک قرن بعد در سال ۹۷۹ میلادی به شکل فعلی بازسازی شد. بخشی از حرم حسین در سال ۱۰۸۶ میلادی بر اثر حریق تخریب و مجدداً بازسازی گردید.
در سال ۱۷۳۷ میلادی، کربلا به عنوان مرکز اصلی علوم و تحقیقات شیعی جایگاه اصفهان در ایران را به خود اختصاص داد.
در روز ۲۱ آوریل سال ۱۸۰۲ میلادی (۱۲۱۶ هجری قمری) که مصادف با عید غدیر خم بود، دوازده‌هزار تن از وهابیان منطقه نجد به رهبری عبدالعزیز بن محمد، دومین فرمانروای دولت نخست سعودی، به کربلا یورش بردند.این حمله که به غارت کربلا معروف است، منجر به کشته شدن سه تا پنج هزار تن و تخریب گنبد بارگاه حسین شد.

## گردشگری

### حرم حسین بن علی و  سایر مکان‌های مذهبی
حرم امام حسین مدفن حسین بن علی، امام سوم شیعیان در کربلا است که در زمان خلافت یزید بن معاویه، در مخالفت با وی جنگید و در روز عاشورا، ۱۰ محرم الحرام سال ۶۱ هجری قمری برابر با چهارشنبه ۲۱ مهر ۵۹ هجری خورشیدی (۱۳ اکتبر ۶۸۰ میلادی) در بیابانِ نینوا کشته شد و پس از چند روز همان‌جا دفن شد. امروزه آرامگاهش تبدیل به محلی برای زیارت شیعیان شده است. گفته می‌شود حسین در این حرم، به‌همراه علی‌اکبر در پایین پا و علی‌اصغر بر سینهٔ حسین در ضریح دفن شده است. همچنین بیشتر کشته‌شدگان کربلا کمی کنار آن در حرم دفن شده‌اند. 
در شمال شرقی حرم حسین، حرم عباس بن علی قرار دارد. میان دو حرم را بین‌الحرمین می‌گویند.

### مکان ها و مقاصد گردشگری

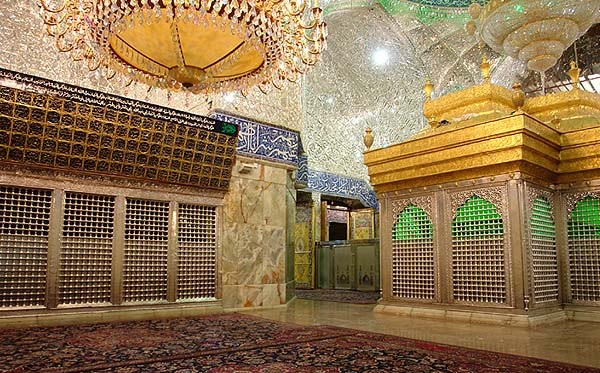
ضریح امام حسین

حرم حسین بن علی، حرم عباس بن علی ، خیمگاه و... از مهم ترین مکان ها و مقاصد گردشگری این شهر می باشند

### هتل ها
شهر کربلا به واسطه زائران و گردشگران فراوان ، دارای هتل ها و اقامتگاه های زیادی می باشد.

## ریشه‌شناسی نام
چندین فرضیه دربارهٔ ریشهٔ نام کربلا وجود دارد. یاقوت حموی، جغرافیدان مشهور، معتقد است این نام از «کربله» گرفته شده که شکل مؤنث واژه‌ای عربی به معنای «زمین نرم» است و به خاک پوک و گستردهٔ جنوب عراق اشاره دارد.
بر اساس نظریه‌ای دیگر، کربلاء واژه‌ای آرامی با ریشهٔ اَکَّدی است و از ترکیب «کوره» (محل پخت آجر) و «بابِل» (نام شهر باستانی مجاور) تشکیل شده است. کشفیات باستان‌شناسی نیز وجود کارگاه‌های تولید آجر و استخراج خاک رس در دوران کهن را تأیید می‌کند.
گروهی دیگر بر این باورند که این واژه در زبان آرامی (כַרְבָלָא / ܟܪܒܠܐ) از کلمهٔ اکدی karballatu مشتق شده که هم به نوعی پوشش سر در عهد باستان و هم به گلِ تاج خروس اشاره دارد و احتمالاً نماد تاجی به شکل تاج خروس بوده است.
نظریهٔ دیگری این کلمه را ترکیبی از دو واژهٔ آشوری «کرب» (به معنای نزدیکی یا حرم) و «ایلا» (به معنای خدا) می‌داند و آن را به «حرم خدا» یا «خانهٔ خدا» تعبیر می‌کند. برخی نیز بخش «لا» در کربلا را با جزء باستانی «La/Lu» در واژگان میان‌رودانی (مانند Lugal) مقایسه کرده و معنی «کرب عظیم» را برای آن پیشنهاد می‌دهند.
در تشیع دوازده‌امامی، دو حدیث از علی و پیامبر اسلام نقل شده که میان کربلا و مفاهیم «کرب» و «بلاء» (در یک حدیث) و نیز واقعهٔ طوفان نوح—که در قرآن با عبارت «کرب عظیم» توصیف شده (در حدیث دیگر)—ارتباط برقرار می‌کند.
کربلا یکی از ثروتمندترین و مهم‌ترین شهرهای عراق است که درآمد اصلی آن از زائران مذهبی و کشاورزی (به‌ویژه خرما) به‌دست می‌آید. این شهر از دو بخش قدیمی (مذهبی) و جدید تشکیل شده و میزبان شمار زیادی از مدارس اسلامی و ساختمان‌های دولتی است.
حرم حسین بن علی—که گاهی مسجدالحسین نیز خوانده می‌شود—در قلب بخش مذهبی شهر قرار دارد. همه‌ساله در روز اربعین، خیل عظیمی از زائران برای زیارت به کربلا می‌آیند. همچنین بسیاری از زائران سال‌خورده ترجیح می‌دهند واپسین روزهای زندگی خود را در این شهر بگذرانند.

## مدارس و مساجد
به دلیل وجود حرم حسین بن علی و برادرش عباس بن علی در شهر کربلا، ۱۰۰ مسجد و ۲۳ مدرسه دینی در این شهر ساخته شده‌است.

## نگارخانه

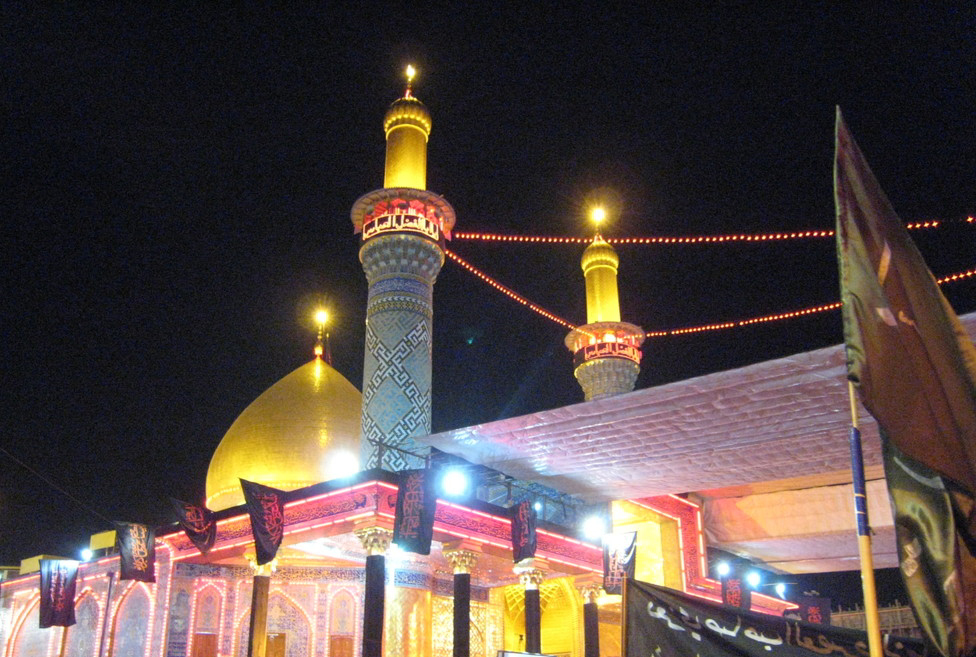
حرم عباس بن علی
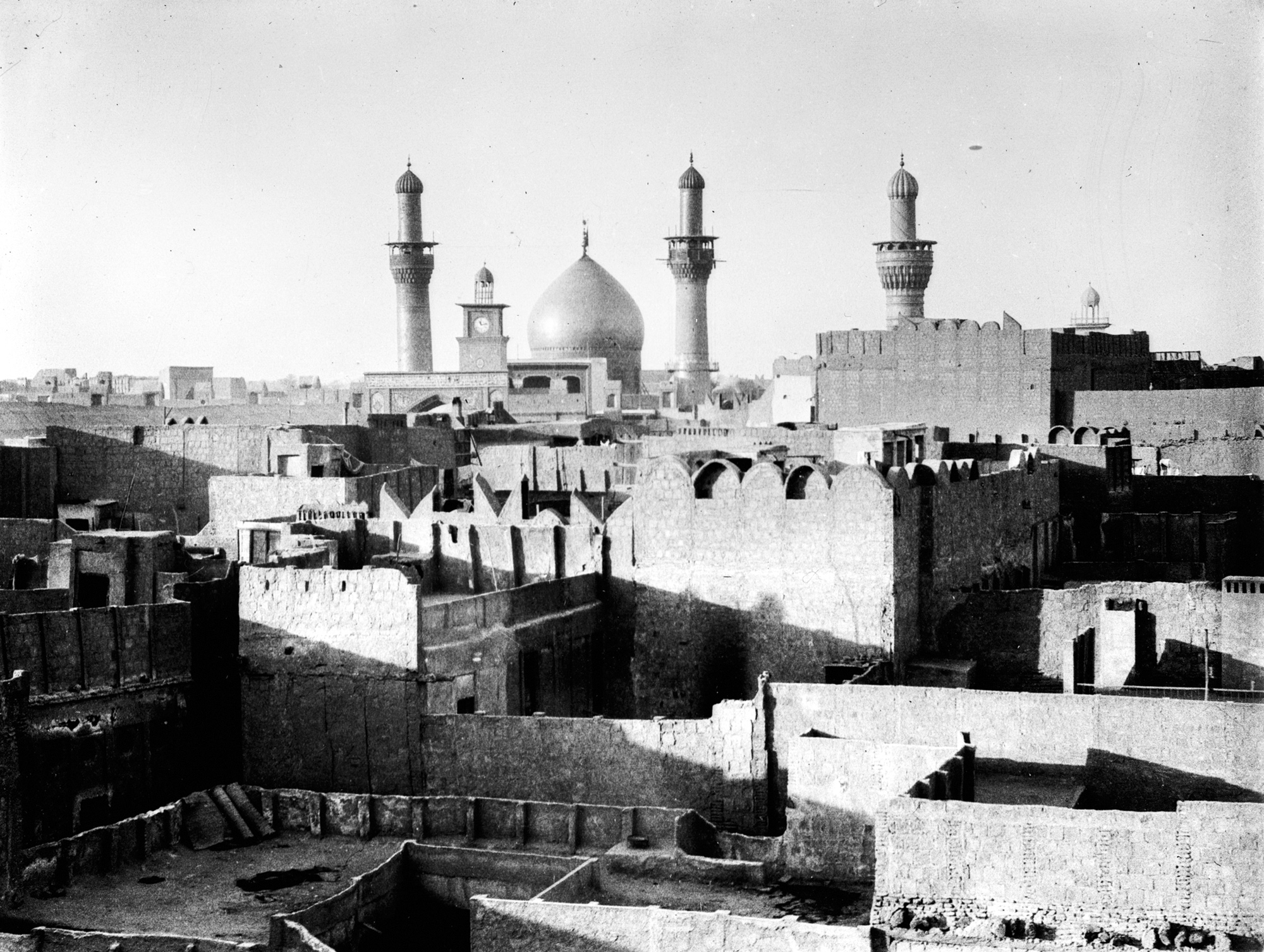
حرم حسین بن علی در سال ۱۹۳۲ میلادی
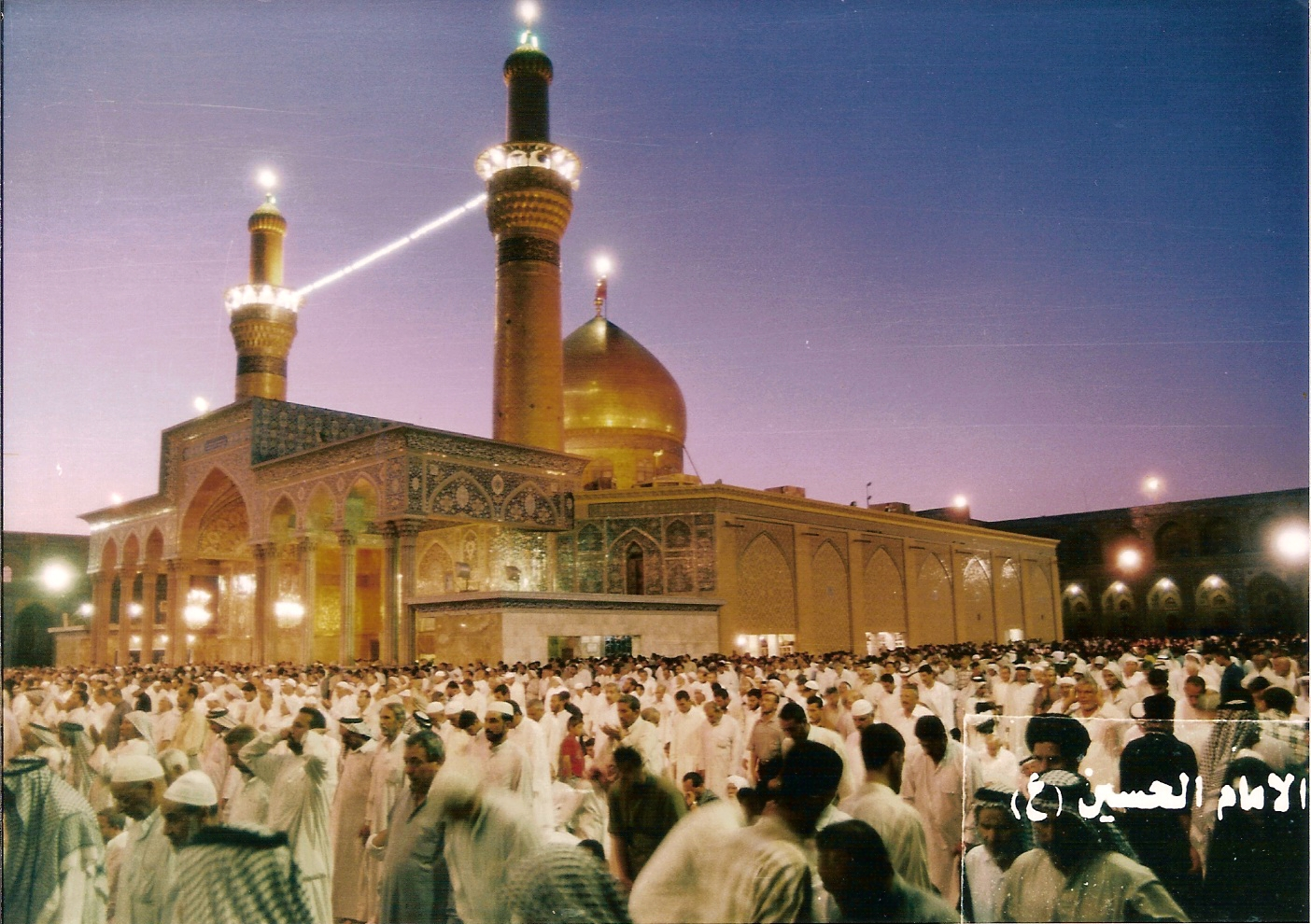
حرم حسین بن علی در سال ۲۰۰۶ میلادی
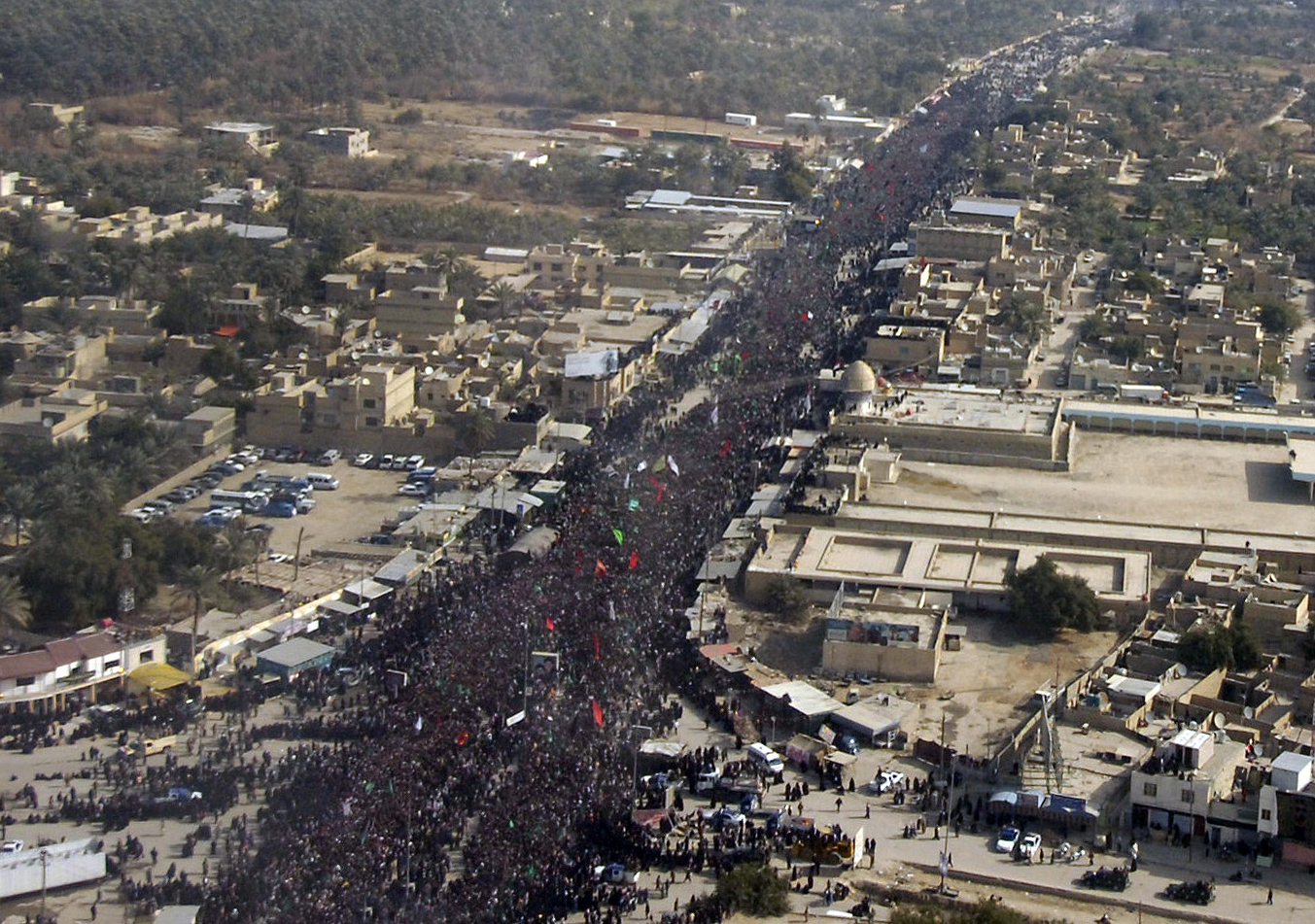
عزاداری روز عاشورا در کربلا
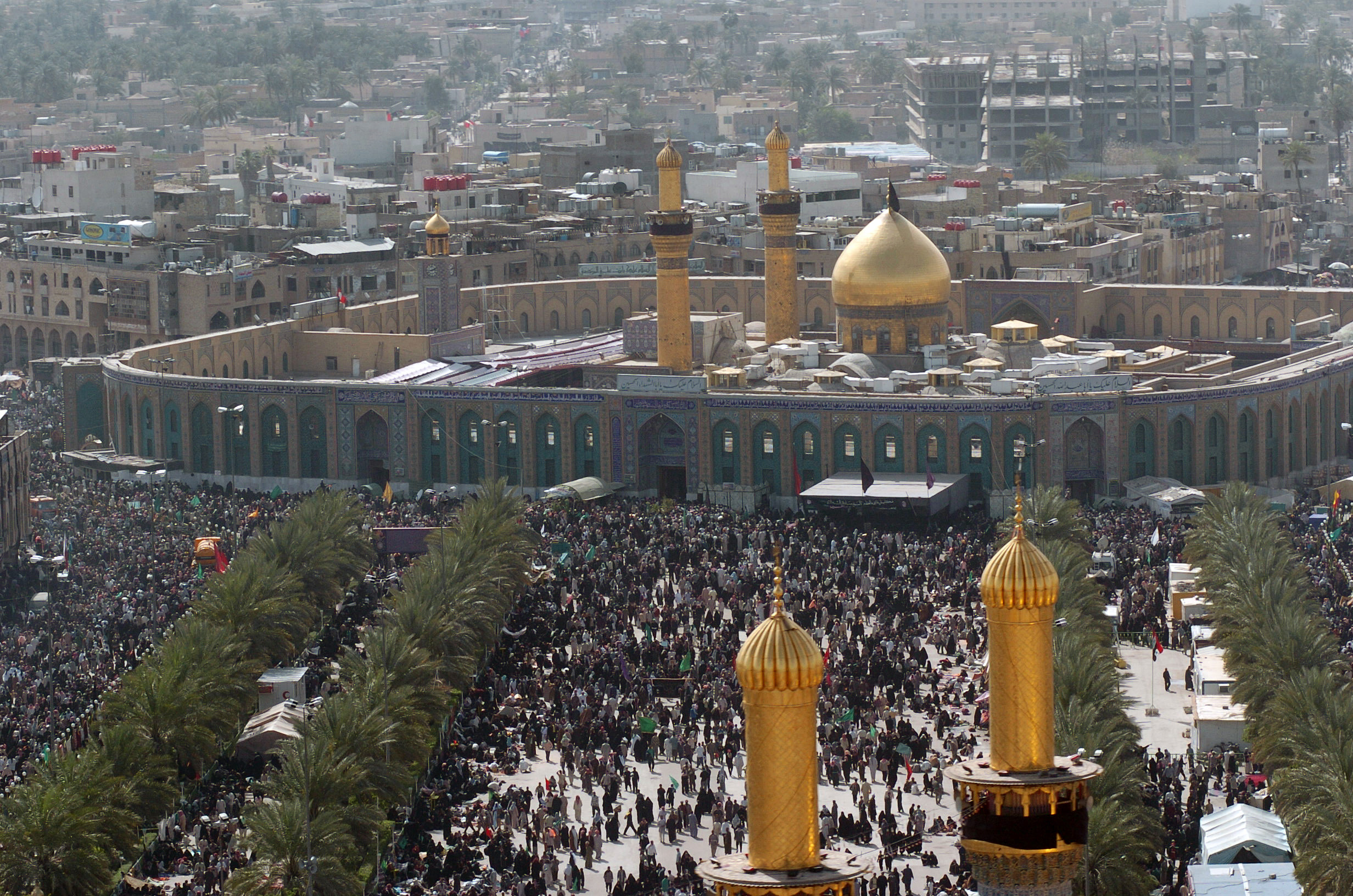
میلیون‌ها شیعه پس از پیاده‌روی اربعین در حرم حسین بن علی گرد هم می‌آیند.

## شهرهای خواهرخوانده
این شهر با شهرهای زیادی از جمله شهرکُرد و پیرانشهر در ایران، پیمان خواهرخواندگی دارد.
- ایران قم ، ایران
- ایران شهرکرد ، ایران
- ایران پیرانشهر ، ایران
- ایران مشهد ، ایران

## جستار های وابسته
- امام حسین
- نبرد کربلا
- چهارده معصوم
- استان های عراق
- رود فرات